# Steereella linearis
Steereella linearis är en bladmossart som först beskrevs av Olof Swartz, och fick sitt nu gällande namn av Kuwah.. Steereella linearis ingår i släktet Steereella och familjen Metzgeriaceae. Inga underarter finns listade i Catalogue of Life.